# Witte de With
Witte Corneliszoon de With (Hoogendijk, 28 maart 1599 – Sont (Denemarken), 8 november 1658) (bijgenaamd Dubbelwit) was een Nederlands vlootvoogd in de zeventiende eeuw.

## Biografie

### Jeugd
Witte de With werd geboren in Hoogendijk bij Den Briel, de geboorteplaats van de één jaar oudere Maarten Tromp. Volgens de overlevering waren ze in hun jeugd vrienden of zelfs al vijanden, maar daar is geen enkel bewijs voor: Tromp verliet Brielle al op zijn zesde en Witte groeide op op een boerderij een paar kilometer buiten de stad. Er is geen enkele aanwijzing voor een verwantschap aan het beroemde patriciërgeslacht De Witt uit Dordrecht. Zijn ouders Cornelis Wittenszoon de Witte en Neeltje Andries waren vrij oud en niet onbemiddeld. Hij had twee broers, Abraham en Andries, en een zus Catharina. In 1602 overleed De Withs vader; hij heeft de zeedienst dus niet van huis uit meegekregen zoals de meeste zeehelden uit de 17e eeuw. De Withs ouders waren Mennonieten en strikte pacifisten. In 1610 liet Witte, als wederdoper nog niet gedoopt, zich echter door een calvinistische predikant in Nieuwenhoorn dopen, zodat hij zich niet meer gedwongen voelde zich geweldloos te gedragen, wat ook niet in overeenstemming was met zijn karakter. Allerlei baantjes aan de wal, lijndraaier, knopenmaker, zijdewerker, wantsnijder, zeilmaker en kleermaker liepen op een mislukking uit en hij besloot zijn geluk op zee te zoeken.

### Rond de wereld
Op 21 januari 1616, toen 16 jaar oud, ging De With in dienst van de Verenigde Oost-Indische Compagnie als kajuitsjongen op de Gouden Leeuw, het schip van kapitein Gheen Huygen Schapenham, bij een vloot van vijf schepen bestemd voor Indië. In september 1616 assisteerde hij bij de scherpe ondervraging van de muiters van de West-Friesland. Er is wel gesuggereerd dat het deelnemen aan de martelingen van invloed geweest is op zijn karakter, evenals het aanschouwen van de terechtstelling, onder andere door vierendelen en radbraken, van de veroordeelden na de aankomst bij Bantam op 13 november.
Tussen november 1616 en oktober 1617 nam hij deel aan twee handelstochten naar India, aan de kust van Coromandel. Hierna werd hij hofmeester en lijfknecht van Jan Pieterszoon Coen, de gouverneur-generaal. In 1618 maakte hij als korporaal het beleg van Fort Jacatra mee; nadat dit ontzet was, nam hij deel aan de verwoesting van de stad. Op 8 oktober 1618 voer hij op de Gouden Leeuw huiswaarts onder kapitein Gijsbrecht van Zuilen. Op 23 mei 1619 keerde hij terug in Brielle.
Maart 1620 overleed zijn broer Bram. Op 20 augustus dat jaar werd hij schipper (hoogste onderofficier) op de Gelderland onder kapitein Schapenham. In december deed hij mee aan een expeditie door Willem de Zoete tegen de Barbarijse zeerovers, in dienst van de Admiraliteit van de Maeze en vestigde zich in Rotterdam. In augustus 1621 kwam hij weer thuis. In het voorjaar van 1622 werd hij benoemd tot luitenant van het schip van Schapenham. Toen deze ziek werd commandeerde De With als luitenant-commandeur het schip tijdens een konvooitocht op de Oostzee. Na diens herstel voer De With als luitenant op de Maurits ter bescherming van de haringvloot.
In juli 1622 werd hij vlaggenkapitein op de Delft onder nu viceadmiraal Gheen Huygen Schapenham, om mee te doen aan de spectaculaire aanval door de Nassause Vloot uit Amsterdam, een expeditie van elf schepen onder bevel van Jacques l'Hermite om de Spaanse bezittingen op de westkust van Peru, Bolivia en Ecuador te teisteren. Vertrokken op 29 april 1623 voer deze vloot via Sierra Leone naar Zuid-Amerika en rondde in maart 1624 Kaap Hoorn, waarbij een nieuwe vaarroute ontdekt werd. Naar l'Hermite werd een groepje eilanden (de Hermite eilanden) en naar Schapenham een baai genoemd. De With handhaafde de discipline zo streng dat zes matrozen van zijn schip op 13 april deserteerden naar Juan Fernández, hetzelfde onbewoonde eiland voor de kust van Chili waarop het verhaal van Robinson Crusoe gebaseerd is. Tot augustus 1624 viel de vloot aan de westkust van Zuid-Amerika met wisselend succes verschillende nederzettingen aan en legde een blokkade aan voor de stad Callao. Een dertigtal vaartuigen werd genomen of verbrand, maar het lukte niet om een belangrijk zilvertransport te veroveren, want dat was een paar dagen eerder vertrokken. Tijdens een van de acties werd De With doorschoten door een musketkogel. Na de strooptocht maakte de vloot niet rechtsomkeer, maar voer helemaal over de Grote Oceaan door naar Ceram.
Via de Marianen kwam de vloot op 5 maart 1625 aan bij de Molukken, op het eiland Ternate. De With zelf voerde op verzoek van de gouverneur van Ambon daar in twee maanden tijds een zogenaamde hongitocht uit, als kapitein van een legermacht, waarbij de kruidnagelplantages van de lokale bevolking systematisch verwoest werden om de prijs van de specerijen op te drijven. Hij leverde zesmaal gevechten tegen een inheemse strijdmacht en liet zestigduizend kruidnagelbomen kappen. Na deze 'strafexpeditie' vertrok de vloot naar Batavia, waar men op 29 augustus arriveerde. Nadat bij de Delft een 'dubbeling' was uitgevoerd, dat wil zeggen een nieuwe laag planken was aangebracht tegen de paalworm, ging De With op 6 februari 1626 huiswaarts. Schapenham was overleden en hij was aangesteld als commandeur, in dit geval plaatsvervangend viceadmiraal, (bij de VOC) van een retourvloot van vier schepen; de lading had een toenmalige waarde van vijf miljoen guldens met een geschatte tegenwaarde van 150 ton goud. Op 22 september 1626 keerde De With op de Delft via Kaap de Goede Hoop voor de tweede en laatste maal terug uit Indië, zodat hij rond de wereld gereisd is. Bij thuiskomst bleken ondertussen zijn moeder en zuster te zijn overleden. Hij bleef daarop anderhalf jaar aan wal.

### Zilvervloot

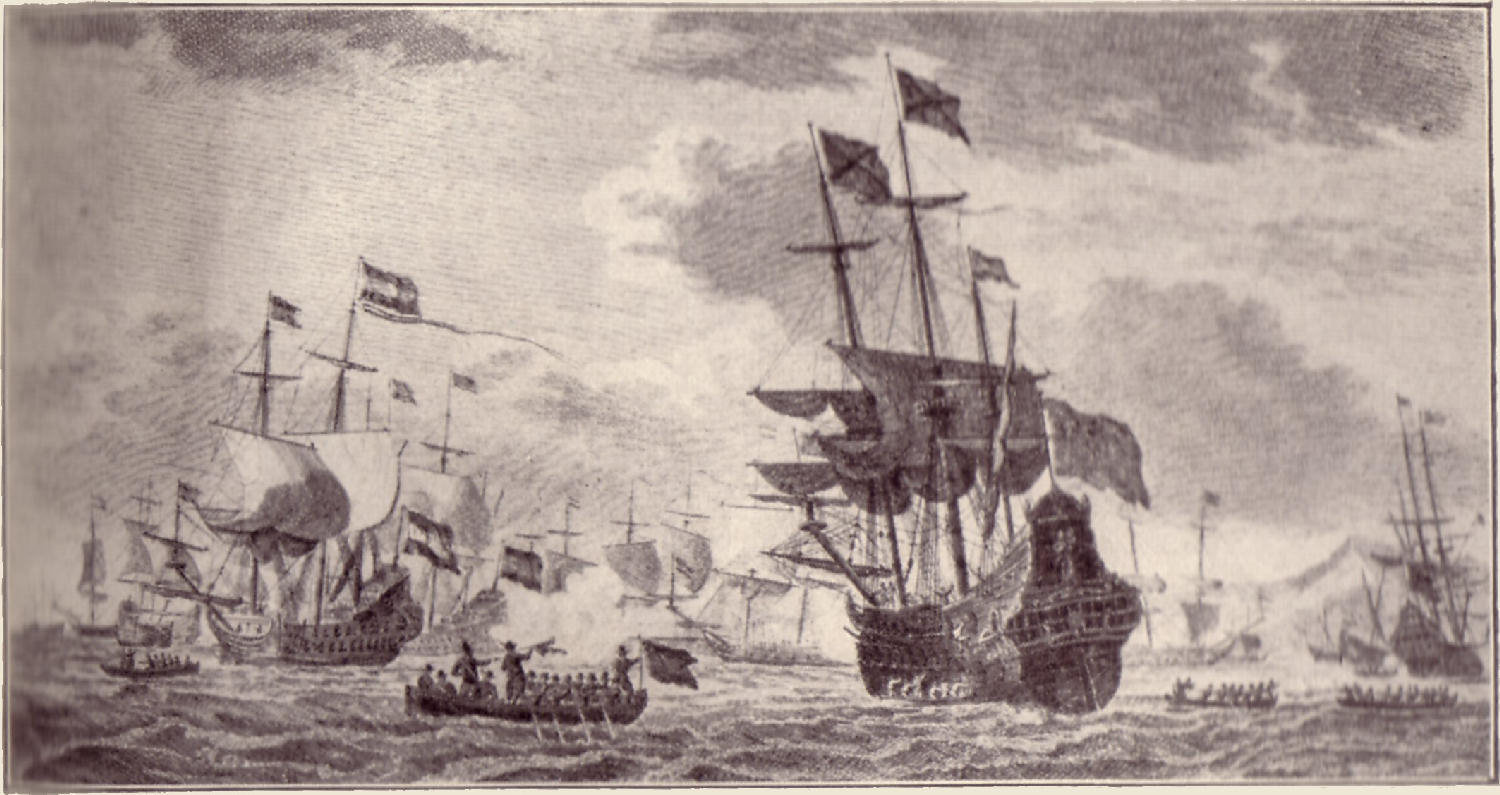
De Zilvervloot

In 1627 trad De With voor de eerste maal in het huwelijk, met zijn even oude achternicht Maria de With (1599-1631) uit Nieuwenhoorn. In april 1628 overleed hun eerste kind Cornelis. Kort daarop werd hij, in dienst van de WIC, vlaggenkapitein bij Piet Heyn op de Amsterdam. De expeditie vertrok 20 mei voor een aanval op de Spaanse Zilvervloot, die bij Cuba in september 1628 met succes werd uitgevoerd. Op 10 januari 1629 keerde de expeditie weer naar huis. De With hielp daarop het zilver uit de Rode Leeuw te bergen dat voor de kust van Goeree vergaan was. Hij kreeg een prijsgeld van ongeveer vijfhonderd guldens, de normale zeventien maanden extra gage die iedereen ontving, wat hem zwaar tegenviel want hij vond dat hij een cruciale rol gespeeld had bij het onderscheppen door in augustus een bark te nemen waarvan de bemanning meldde dat de zilvervloot elk moment kon arriveren, terwijl Heyn al op het punt gestaan had naar Florida te varen. Toen Heyn bevelhebber van de marine gemaakt werd, stelde hij voor een permanente tactisch-operationele officier bij zijn staf te benoemen, voor welke functie hij De With in gedachten had, die tot tevredenheid tijdens de expeditie al tijdelijk als zodanig gefunctioneerd had. Dit voorstel werd echter door de admiraliteiten afgewezen. De With werd ook gepasseerd voor de functie van vlaggenkapitein van de Vlieghende Groene Draeck en werd in plaats daarvan in juni kapitein op de Prins Hendrik. Na de dood van Heyn diezelfde maand nam De With, hevig teleurgesteld, in november ontslag bij de marine, menend dat hij nu toch geen promotie meer kon maken. In september dat jaar was zijn dochter Cornelia geboren.
De With was echter al op 29 april 1629 aangesteld geweest op een eskader dat de visserij moest beschermen. Op verzoek van het College van de Grote Visserij was hij van mei 1630 tot eind 1633 commandeur van de Grote Visserij waarbij hij dus verantwoordelijk was voor de konvooiering van de haringvloot. In feite veranderde er dus niet veel want hij bleef kapitein op de Prins Hendrik. Al in 1630 betekende dit dat hij weer als vlaggenkapitein moest werken want viceadmiraal Jasper Liefhebber kreeg dit vaartuig voor een tijd als vlaggenschip toegewezen. In mei 1631 overleed zijn eerste vrouw. In mei 1632 hertrouwde hij met de achttienjarige Hillegonda van Goch (1613-1649), de dochter van een Rotterdamse regent. In 1633 werd zijn tweede zoon Cornelis geboren die echter alweer in juli 1634 overleed. Begin 1634 ging De With weer officieel bij de marine in dienst toen luitenant-admiraal Filips van Dorp hem als vlaggenkapitein gebruikte bij een expeditie voor de Franse kust. Liefhebber werd toen bang dat De With hem als viceadmiraal zou verdringen. De spanningen tussen de twee liepen zo hoog op dat De With na vier maanden midden in de campagne de vloot weer verliet; hij nam opnieuw ontslag. Hij werd voor een jaar schepen in Brielle, van oktober 1635 tot oktober 1636. Dat laatste jaar werd zijn vierde kind geboren, Maria. In oktober 1637 werd hij in Brielle benoemd als diaken. Naast wat zijn functies hem opbrachten, had De With nog wat inkomsten uit het land van zijn ouders en wat aangekochte percelen die hij verpachtte en verder had hij een belang in een vishoeker, een scheepje voor de riviervisserij.

### Viceadmiraal

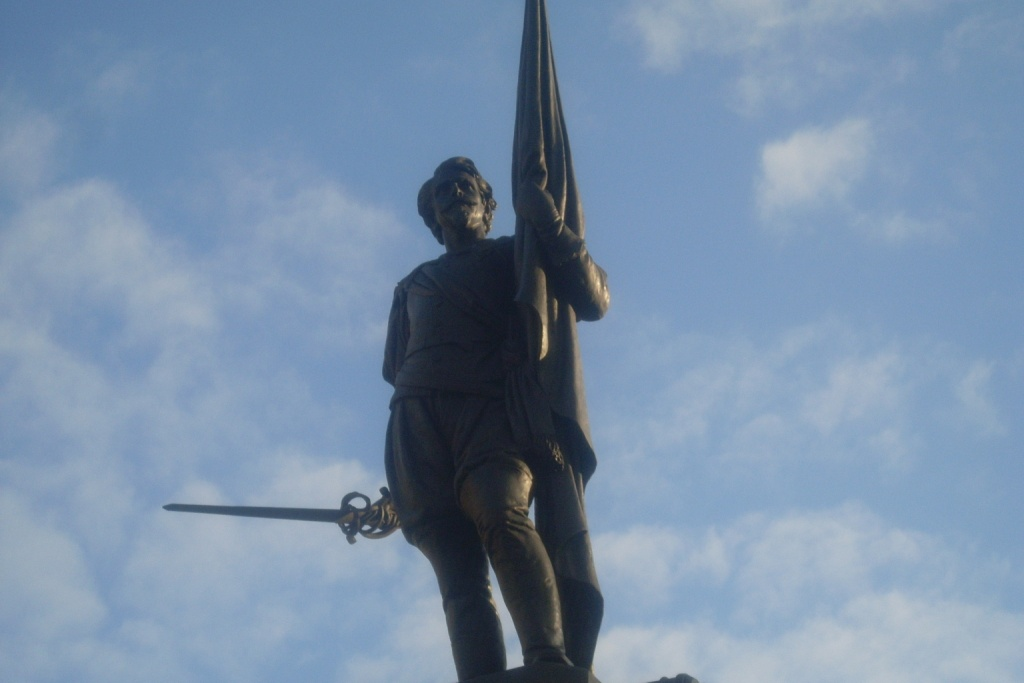
Antonio de Oquendo

Op 29 oktober 1637, toen de hele marinetop, inclusief Van Dorp en Liefhebber, in ongenade viel, werd De With, nog steeds bij de Admiraliteit van de Maeze, benoemd tot viceadmiraal van Holland en West-Friesland gelijktijdig met de benoeming van Maarten Tromp tot luitenant-admiraal. Hiërarchisch werd hij nog onder viceadmiraal Johan Evertsen geplaatst, de commandant van de Zeeuwse vloot. In die functie functioneerde hij meestal als eskadercommandant. Soms combineerden Tromp en De With hun eskaders, soms kruisten ze apart. Al in november 1637 staken beiden in zee tegen de Duinkerker Kapers; het lukte hun die winter niet een groot Spaans troepentransport naar Duinkerken te onderscheppen en in februari 1638 keerde De With weer terug. In augustus liep De With weer uit op de Maagd van Dordrecht om Tromp te versterken. In oktober ging Tromp naar huis en liet De With achter om met een dozijn schepen Duinkerken te blijven blokkeren. Op 22 oktober braken echter achttien kapers uit op weg naar de haringvloot. Tijdens een wilde achtervolgingsjacht bij stormachtig weer probeerden de Duinkerkers De With met plotse koersveranderingen af te schudden. Het lukte hem de haringbuizen af te schermen en zelfs de wijnvloot uit Bordeaux ongeschonden binnen te laten lopen, maar was ondertussen al zijn eigen schepen uit het zicht verloren. Toen hij op 4 december weer binnenliep, kwam hem ter ore dat twee kapiteins hem van plichtsverzuim beschuldigd hadden. Hierop eiste De With een officieel onderzoek om zijn naam te zuiveren. Tegen zijn verwachting in stelde Tromp een volle krijgsraad in die de affaire vier maanden lang onderzocht maar wel concludeerde tot een volledig eerherstel.
Tijdens het vaarseizoen van 1639 probeerden Tromp en De With een groot Spaans-Portugees troepentransport, de zogenaamde Tweede Spaanse Armada, te onderscheppen waarvan ze wisten dat het naar Duinkerke zou pogen door te breken. Het eskader van Tromp kreeg de vijand in september het eerst in het oog. Op 17 september voegde De With zich bij hem en samen gingen ze de strijd aan met de veel grotere vijandelijke vloot, in een verdedigende kiellinie in de lij. De With beviel deze moderne en voorzichtige tactiek kennelijk maar weinig want hij verbrak op eigen initiatief de formatie om een persoonlijk duel uit te vechten met het Spaanse vlaggenschip de Santiago. Hoewel het achterkasteel van de Maagd van Dordrecht wegbrandde, lukte het hem de Spaanse admiraal Antonio de Oquendo zo te intimideren dat die het gevecht afbrak. Achteraf verweet De With Tromp dat die hem niet te hulp geschoten was. De volgende dag ging men na versterkt te zijn door Joost Banckert de strijd weer aan en de transportvloot zocht nu beschutting aan de Rede van Duins op de Engelse kust. De With voer nu met de Maagd van Dordrecht terug, maar keerde op 28 september weer, nu op de Prins Frederick Hendrick.
Tromp besloot, toen zijn vloot eenmaal op volle sterkte was, het kwetsbare Spaanse transport aan te vallen, en dus de Engelse neutraliteit te schenden. Dat was niet zonder gevaar doordat er ook een Engels eskader op de rede lag om toe te zien dat dit niet gebeurde. Johan Evertsen weigerde dat Engelse eskader met het zijne te dekken omdat hij de handelsbelangen van Zeeland met Engeland niet wilde schaden. De Withs eskader, uitgegroeid tot dertig schepen, nam die taak toen maar op zich, zodat hij prijsgeld misliep. Hierdoor gepikeerd stelde hij openlijk dat Evertsen wel te laf zou zijn om met de veel geduchtere Britten te durven vechten. Een levenslange vijandschap was het gevolg. Tijdens de hierop volgende Slag bij Duins zag De With weinig actie want de Engelsen grepen niet in. Wel stuurde hij twee van zijn branders die het lukte om de Portugese Santa Teresa te vernietigen. Als beloning voor zijn rol kreeg De With van de Staten-Generaal een gouden ereketen met medaille ter waarde van duizend guldens. Dat jaar was ook zijn vijfde kind geboren, dochter Catharina.

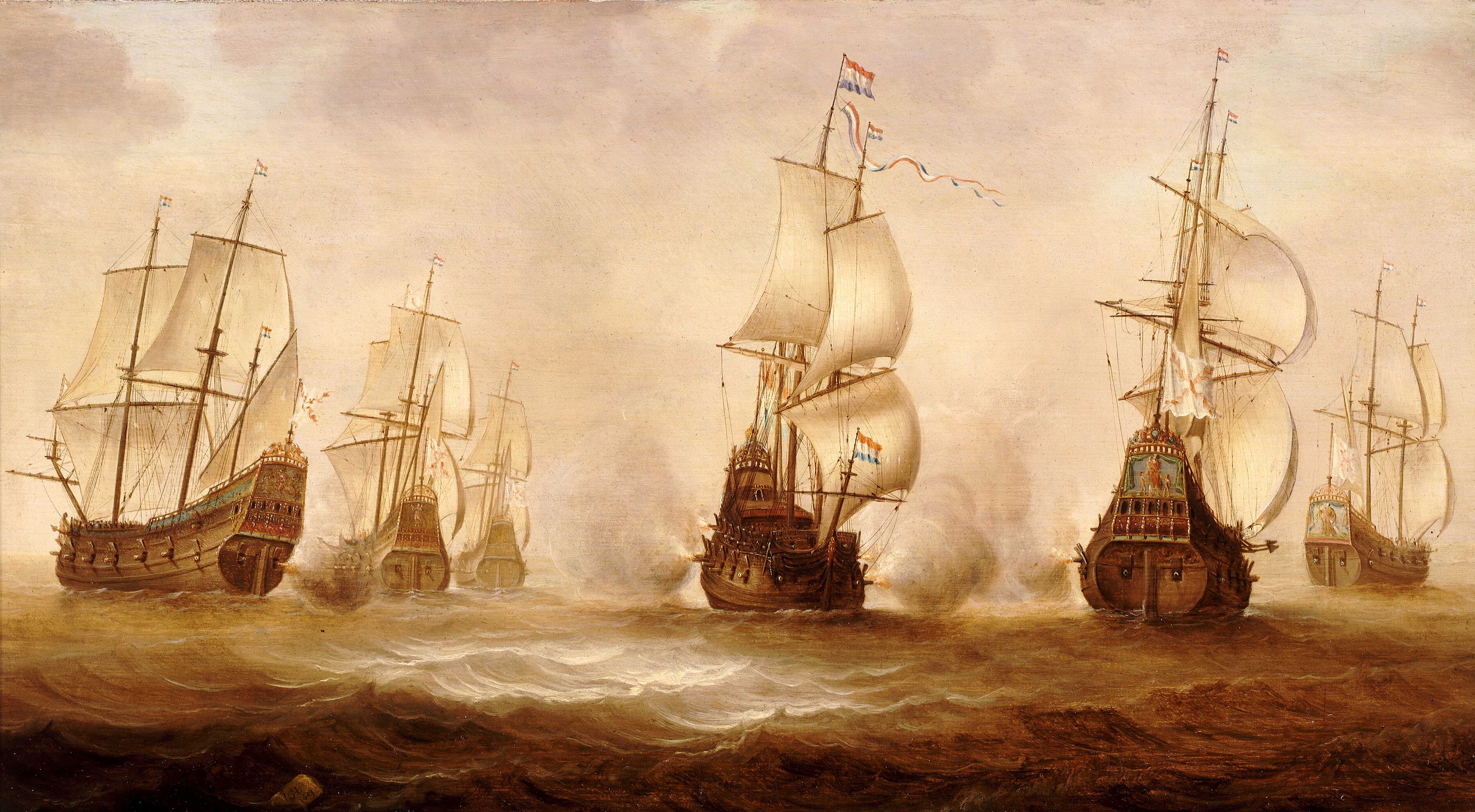
De With neemt Rombouts gevangen

In de winter van 1640 voerde De With een "kruistocht" (patrouille) uit tegen de Duinkerkers, zonder veel resultaat. In de zomer weer uitgevaren, trof zijn eskader van elf begin juli de Duinkerker hoofdvloot. Op 9 juli nam zijn schip de beruchte kaper en viceadmiraal Mathijs Rombouts gevangen op diens schip de Thetis en keerde op 19 juli terug. Er was van 24 september tot 2 november een derde kruistocht. Dat jaar verhuisde De With van Brielle naar Rotterdam.
Hierop volgde een serie gezantschappen die door De With bewaakt moesten worden. In november 1640 vervoerde hij de Franse ambassadeur van Calais naar de Republiek. In januari bracht hij een Nederlands gezantschap naar Engeland dat om de hand van Maria Henriëtte Stuart moest gaan vragen. In februari 1641 vervoerde hij Hendrik II van Longueville naar Calais. In maart haalde hij uit Engeland de Portugese ambassadeur Tristan de Mendoza op. In april bracht hij Willem II van Oranje voor diens huwelijk naar Engeland. Ondertussen had hij in maart drie Duinkerkers genomen. Vanaf 13 oktober tot 16 februari 1642 werd er weer gepatrouilleerd tegen Duinkerken. Op 26 oktober 1641 kocht de admiraal voor tienduizend guldens een aanzienlijk herenhuis in Rotterdam; het gezin De With beschikte daar ook over een buitenhuisje. Tussen 9 mei 1642 en 18 april 1643 was de viceadmiraal weer op zee maar nu met als hoofddoel het verbreken van de logistieke verbindingen van de Parlementariërs met Ierland tijdens de Engelse Burgeroorlog. De strijd tegen de kapers duurde echter voort; in november wist De With een Duinkerker fregat te nemen. Februari 1643 werd zijn zesde kind geboren, zijn dochtertje Ida. In de zomer van 1643 lag De With weer voor Duinkerken, gevolgd door een kruistocht vanaf 5 november tot 10 maart 1644.
De voortdurende blokkade van de Habsburgse vloot, meestal zonder al te veel succes, vormde zowel een grote fysieke belasting voor de vloot als een psychische belasting voor de opvarenden. Nu kwam er echter een onderbreking van de sleur. Tijdens de Deens-Zweedse Oorlog (1643-1645) trachtte koning Christiaan IV van Denemarken een hogere tol voor de vaart door de Sont naar de Oostzee af te dwingen. Aangezien de handel op de Oostzee voor de Republiek zowel in omvang als in strategisch opzicht vitaal was — uit Polen kwam het graan om de bevolking te voeden en het eikenhout om schepen te bouwen — werd De With in juli 1644 met een vloot van 42 schepen en een enorm konvooi van een negenhonderd koopvaarders uitgestuurd om de Sont te forceren. Ook ging een belangrijk gezantschap mee naar het Deens hof; De With zelf schijnt zich bijzonder diplomatiek gedragen te hebben. De Denen durfden nu geen hogere tolgelden af te dwingen en in september was De With weer thuis, op tijd voor een winterblokkade van Duinkerke tussen 31 oktober 1644 en 10 maart 1645. Op 15 januari 1645 werd zijn zevende kind geboren, een dochter Anna.

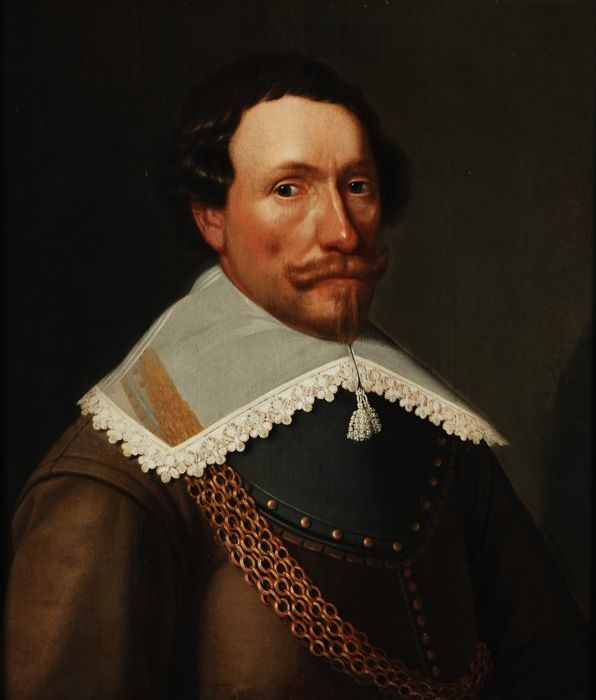
De With omhangen met ereketens

De zomer van 1645 herhaalde hij op de Brederode het gebeuren van het jaar daarvoor. Zo'n achthonderd koopvaarders werden tussen de Deense en Zweedse vloten door de Oostzee ingesluisd en 702 weer teruggenomen. Op 13 augustus werd de Denen een gunstig tolverdrag afgedwongen. Terwijl de vloot op de nakoming bleef toezien, keerde De With in december 1645 thuis. Voor het succes werd hij door de Staten-Generaal beloond met een gouden ereketen van 1500 guldens.
Op 12 april zeilden Tromp en De With voor de laatste maal tegen Duinkerke uit. Al vanaf 1644 was de Franse koning Lodewijk XIII met subsidies van de Republiek bezig de stad langzamerhand van de landzijde in te nemen en de strijd naderde zijn eindfase. De With nam op 26 juli de kaper Mieuwe Colaert gevangen, blokkeerde in augustus Fort-Mardijk en in oktober, toen Duinkerken zelf viel, de haven van Oostende. Als beloning voor zijn bijdrage aan de geslaagde campagne beloonde Lodewijk hem op 22 november 1646 met het ridderkruis van de Orde van de Heilige Michaël.

### Brazilië

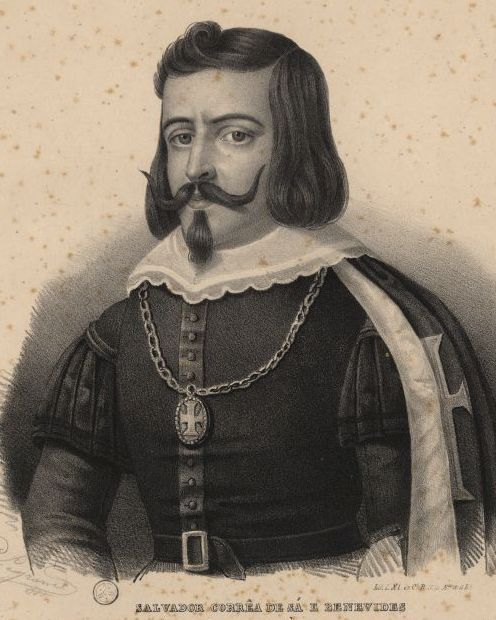
Salvador Correia de Sá e Benevides

Toen Portugal nog in handen van de Habsburgers was, had de Republiek in 1630 het noorden van de Portugese kolonie van Brazilië veroverd. Nadat het land in 1640 zijn zelfstandigheid heroverd had, werd een poging gedaan om met deze potentiële anti-Spaanse bondgenoot ook in Zuid-Amerika tot een vergelijk te komen maar in 1645 bleken de belangen te tegengesteld en brak daar een moorddadige en slepende oorlog uit die de WIC dreigde te verliezen. Op 19 augustus 1647 werd De With benoemd tot commandant van een expeditiemacht om Nederlands-Brazilië te behouden, een vloot van twaalf oorlogsschepen, waaronder de Brederode, bewapend met 466 kanonnen, 1200 matrozen, dertig transportschepen en zesduizend man infanterie. Nog voor het vertrek bleek door tegenwerking van het gewest Holland de financiering en daarmee de proviandering slecht geregeld en De With sprak al bij voorbaat zijn wantrouwen uit over het beleid van de WIC op dit punt. Op 26 december vertrok hij met een deel van de strijdmacht om op 18 maart 1648 bij Recife aan te komen. Tijdens de reis was De With op 30 januari voor de achtste keer vader geworden van een dochter Adriana.
Na zijn aankomst ontstond er een conflict met de Hoge Raad van Brazilië over de te volgen koers. De With wilde meteen de Portugezen in Zuid-Brazilië ter zee aanvallen. Op die manier konden kostbare suikerschepen worden buitgemaakt zodat de expeditie zichzelf zou financieren en de vijand financieel geruïneerd kon worden. De raad had echter al een campagne over land gepland en eiste dat de soldaten hiervoor gebruikt zouden worden, terwijl de vloot de veldtocht logistiek zou ondersteunen. Al op 19 april, twee dagen na vertrek, liep deze legermacht in een hinderlaag en werd uiteengeslagen in de Eerste Slag bij Guararapes. Er brak muiterij uit onder de troepen; De With maakte zich sterk voor een vergelijk met de muiters, waarbij achterstallige soldij werd uitbetaald. Na dit debacle kreeg hij toestemming alsnog het zuiden te blokkeren maar daarbij ervoer hij dat een Portugese expeditiemacht onder Salvador Correia de Sá naar Angola gestuurd was om Luanda te heroveren. De With stelde voor om de Atlantische Oceaan over te steken, de aanval af te slaan en, zoals eerder gelukt was, in Angola de voor de Portugezen vitale aanvoer van slaven uit Afrika te onderbreken. Dit plan werd echter afgewezen, waarop Luanda inderdaad verloren ging. Wel nam hij op 16 juni en op 27 juni een schip. Op 28 september was er een actie die slecht afliep: bij het aanvallen van twee Portugese oorlogsschepen, de Nostra Senhora de Rosario en de São Bartholomeu, werd weliswaar het tweede genomen maar het eerste vloog de lucht in waardoor ook een Nederlands schip, de Utrecht, explodeerde en de Huis Nassau voor reddeloos achtergelaten moest worden — hoewel het alsnog door de Portugezen geborgen zou worden. Op 26 oktober nam men een Engels schip in beslag wegens het vervoeren van contrabande, in dit geval buskruit en kogels, voor de Portugezen. Het schip was van de Parlementarische vloot en De With liet van zijn minachting voor deze factie blijken door de Engelse vlag schuin onder de Statenvlag te hangen en Londen en het Engelse Parlement voor misdadigers en rebellen uit te maken, iets waarvan de Hoge Raad niet gecharmeerd was. In december werd er een plundertocht uitgevoerd naar de Allerheiligenbaai waarbij 23 suikermolens vernield werden en langs de rivier de Camamu.
Vanaf 17 februari 1649 werd voor de tweede maal getracht over land een veldtocht naar het zuiden te ondernemen. Op 19 februari liep ook die in een hinderlaag in de Tweede Slag bij Guararapes tijdens terugtrekkende bewegingen van de heuvels van Guararapes om dekking te zoeken tegen de verzengende hitte. Een poging van De With om in april alsnog de suikervloot te onderscheppen, mislukte. Zijn vloot bleef nu grotendeels voor de rede liggen, terwijl conditie van schepen en bemanning snel verslechterde door onvoldoende onderhoud, voedseltekort en ziekte. Wegens allerlei ruzies en affaires ontsloeg De With maar liefst zes kapiteins. De reden voor de wanhopige pogingen tot uitbraak over land was dat men eigenlijk te weinig gebied beheerste om de bevolking te kunnen voeden. De extra manschappen verergerden deze situatie. Zelfs De With zelf leed honger en meldde in zijn journaal zichtbaar te zijn afgevallen. In juli besloot de Hoge Raad om hem met de drie slechtste schepen terug naar het vaderland te sturen om hulp te halen maar op 9 augustus zag men daarvan af; er was niet eens voldoende voedsel beschikbaar om ze voor de reis uit te rusten. De With kreeg opdracht om zijn vloot te repareren maar zonder dat daarvoor de middelen ter beschikking werden gesteld. Voedsel dat hij voor eigen rekening kocht, werd in beslag genomen. Op 10 november 1649 was voor De With de maat vol en hij vertrok eigenmachtig met twee schepen, de robuuste Brederode en de Gelderland — de meeste andere waren niet zeewaardig meer — naar Nederland, naar eigen woorden "liever de Grote Turk [de sultan van Turkije] willende dienen dan de West-Indische Compagnie op dien Hongerberg". Overigens was de Dolfijn al op eigen gezag teruggevaren en zou de Overijssel die maand hetzelfde doen, in beide gevallen na muiterij van de bemanning.
De Brederode zou pas op 28 april 1650 in Hellevoetsluis aankomen doordat men de Ierse Zee ingewaaid was en drie maanden voor Anglesey moest blijven liggen voordat voldoende proviand verworven kon worden. Het grootste deel van de rest van de vloot was toen ook al op eigen initiatief teruggekeerd. Bij aankomst ontving De With het droeve bericht dat zijn vrouw bijna een jaar eerder op 22 mei 1649 was overleden met achterlating van zes kinderen. Op 30 april deed hij persoonlijk bij de Staten-Generaal zijn beklag. Die hadden echter al een brief van de Hoge Raad van Brazilië ontvangen waarin alle schuld bij De With gelegd werd en aangedrongen werd op zijn executie. Mocht men hout tekortkomen voor een galg dan zou men dat gaarne toezenden. Op 7 mei werd hij op bevel van Prins en Staten in de boeien geslagen en opgesloten in de Gevangenpoort. De zaak liep vertraging op omdat de Staten van Holland erop wezen dat het veroordelen van een admiraal in dienst van de Rotterdamse admiraliteit hún privilege was. Op 30 juli pleegde stadhouder Willem II echter een staatsgreep en kon hij zijn wil ook in deze affaire opleggen. In oktober werd er een speciale rechtbank gevormd van tien rechters, twee van elke admiraliteit. Advocaat-fiscaal Jacob de Sille klaagde hem in november op 259 punten aan wegens plichtsverzuim en eiste op 3 december zijn onthoofding door het zwaard. Dat de rechtbank het niet zover zou laten komen, bleek al op 16 december toen hij vrijgelaten werd. Op 16 februari 1651 volgde het vonnis: wegens plichtsverzuim verlies van wedde vanaf november 1649 en veroordeling in de kosten van het geding. De totale schade was zo'n zevenduizend gulden. Er wordt wel gedacht dat het plotseling overlijden van Willem II op 6 november 1650 De With gered heeft.
Op 23 mei 1651 trouwde De With te Rotterdam met zijn derde echtgenote Hester de Meester (1618-1654), die sedert een jaar weduwe was van Hillegonda's broer Hendrik. Zij had na de dood van haar schoonzus (in 1649) de kinderen van De With verzorgd. Na het overlijden van Hester trouwde hij nog een vierde maal, op 12 maart 1658 met Catharina van Haastrecht. Zij overleed in 1661.

### Eerste Engelse Zeeoorlog

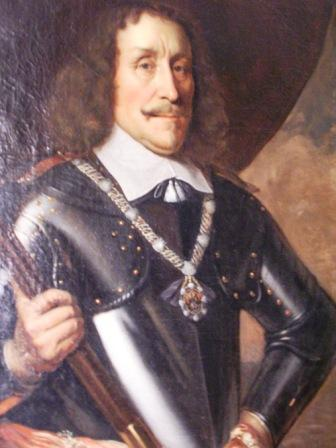
1654: Portret van Witte de With op 55-jarige leeftijd. Op zijn borst prijkt de Orde van de Heilige Michaël. Verzameling Y.Cd'E

In september 1651 begon De With weer met konvooitochten op de Noordzee. Op 23 december 1651 bracht hij een belangrijk gezantschap naar Engeland met onder andere Jacob Cats, Paulus van der Perre en Gerard Pietersz. Schaep. Het was een uiterste poging oorlog met de nieuwe Engelse republiek te voorkomen. De spanningen bleven echter oplopen. Op 8 mei 1652 werd De Withs negende kind geboren, opnieuw een dochter, Maria Jacoba. Drie weken later was er een vlagincident tussen Tromp en Robert Blake dat uitliep op de Slag bij Dover. Op 7 juli kreeg De With 's nachts het bevel om onverwijld met het Rotterdams eskader zee te kiezen en zich bij Tromp te voegen. Op 10 juli verklaarde het Engelse parlement de oorlog. Op 14 juli verbond De With zich met de overige schepen in de Wielingen. Hij werd derde in hiërarchie gesteld, weer onder Jan Evertsen. Dat dit De With nog steeds niet zinde, bleek uit een brief die hij naar de Staten-Generaal stuurde en waarin hij stelde dat Evertsens houding tijdens de Slag bij Duins zo'n positie niet rechtvaardigde. De Withs ondercommandanten waren Michiel de Ruyter en Joris Pietersen.
Tijdens deze Eerste Engels-Nederlandse Oorlog vocht De With tegen vloten van het Engelse Gemenebest. De eerste campagne was onder Tromp; in augustus voer de gezamenlijke vloot naar de Shetlands maar werd door een storm uiteengeslagen waarbij veel schepen zonken. Tromp werd als bevelhebber ontslagen en op 20 augustus door De With vervangen. Die besloot tot een nieuwe strategie: in plaats van zo veel mogelijk de handelsroutes door convoyeren open te houden en contact met de Engelse vloot te ontlopen, in de hoop dat deze financiële uitputtingsslag door de Republiek gewonnen zou worden, wilde hij de Engelsen door een beslissende overwinning uitschakelen. Op 18 september 1652 voer hij uit op de Prinses Louise in de hoop de vijandelijke vloot op de kwetsbare Rede van Duins te verrassen. Door de politieke en regionale tegenstellingen werd de aanval slecht voorbereid. Ook Jan Evertsen was uit zijn functie gezet en De With moest in Vlissingen door de vroedschap persoonlijk afgeschermd worden tegen oproerige Zeeuwse zeelui. De Slag bij de Hoofden op 8 oktober liep dan ook, hoewel De With de tactische vernieuwing invoerde om met een reserve-eskader te werken, op een vernederende mislukking uit. Ofschoon De With eerst formeel bevelhebber bleef, werd Tromp op 21 oktober als zijn waarnemer aangesteld. De With bleef ziek thuis; op 1 december voegde hij zich alsnog bij de oorlogsvloot om de wijnvloot naar Frankrijk te convoyeren maar ging op 6 december weer naar huis toe.
De With deed dus niet mee aan de Driedaagse Zeeslag, maar kreeg, toen aan de vlagofficieren die er wel vochten een extra beloning ter waardering werd gegeven, omdat men hem niet durfde te passeren ook een uitkering van 1500 gulden voor zijn optreden in oktober, overigens tegen het protest van veel leden van de Staten van Holland in, die de gelegenheid te baat namen hun gal over De With te spuwen. Na zijn herstel voer De With op 10 april uit vanaf Texel, op de Leeuwarden. Op 15 april 1653 deed hij met achttien schepen een mislukte poging om de kolenvloot naar Londen te onderscheppen. Op 8 mei nam Tromp weer officieel het bevelhebberschap over. De gezamenlijke vloot begeleidde vanaf 14 mei eerst de oostvaarders naar de Sont en convoyeerde tot 29 mei de terugkerende wijnvloot. Op 2 juni voer men weer uit en trof op 12 juni de Engelse vloot in de Zeeslag bij Nieuwpoort die uitliep op een zware nederlaag. De With raakte hierdoor gedemoraliseerd. Hij moest vanaf 28 juni bij Texel een eskader bijeen brengen maar besteedde meer aandacht aan de afbouw van zijn nieuwe vlaggenschip de Huis te Swieten. Pas op 9 augustus stak hij overhaast in zee om zich bij Katwijk met Tromp te verenigen. Een dag later, in de Slag bij Ter Heijde, sneuvelde Tromp en De With, varend op de Vrijheid, nam in feite het commando over de vloot weer over; hij bewaarde die door zijn krachtig optreden voor een volledige catastrofe en dekte de aftocht naar Texel.
Op 14 augustus werd hij benoemd tot waarnemend bevelhebber. Op dat moment had hij echter een hooglopende ruzie met Evertsen over de bestraffing van laffe kapiteins; hij gedroeg zich zo onredelijk dat ook Michiel de Ruyter en Pieter Florisse, waarmee hij het meestal goed kon vinden, zich van hem afkeerden en weigerden de nalatige kapiteins ter dood te veroordelen. Zo had hij zich bij de hele vloottop onmogelijk gemaakt, volgens hemzelf sonder daer noghtans eenige redenen toe gegeven te hebben. Het bevelhebberschap werd hem, toen met 490 koopvaarders en de Huys ter Swieten als zijn vlaggenschip, op konvooitocht naar de Oostzee, uiteindelijk op 22 september onthouden ten gunste van Jacob van Wassenaer Obdam, ofschoon die niet eens een zeeman was. De reden daarvoor was enkel het bijzonder moeilijke karakter van De With. Op 3 november 1653 bracht hij een retourvloot van 309 behouden uit de Oostzee thuis, de Engelse hoofdvloot omzeild hebbend. Men verbood hem echter Amsterdam binnen te lopen zodat hij meteen weer richting Noorwegen kon uitvaren om de retourvloot uit Indië op te vangen. De Withs protesten mochten niet baten.
Een zware storm overviel op 9 november op de buitenrede van de Vlie de vloot: elf schepen zonken en 57 werden wrak geslagen. De With merkte wrang op: Nooyt was in een bataille soo veel schade geschiet. Hierna bleef De With twee vaarseizoenen thuis. Ten dele was dat wegens huiselijke omstandigheden: zijn nieuwe vrouw was in november 1653 al zwaar ziek geworden, beviel op 25 mei van zijn tiende kind, een zoon Witte, en overleed in augustus 1654, De With met de zorg voor nu acht kinderen achterlatend. De With gebruikte de tijd om enkele beleidsnotities te schrijven. De eerste was de Consideratie nopende de zeegaten van Goeree, Texel en Zeelant waarin hij beargumenteerde dat Hellevoetsluis het meest geschikt was als marinehaven. De tweede was een schema voor konvooidiensten, dat nog lang richtlijn zou blijven. De derde was een plan om Portugal aan te vallen, iets wat in 1657 zou gebeuren. Op 12 maart 1658 huwde De With Catharina van Haestrecht, de weduwe van IJsbrand van Houten.

### Dood

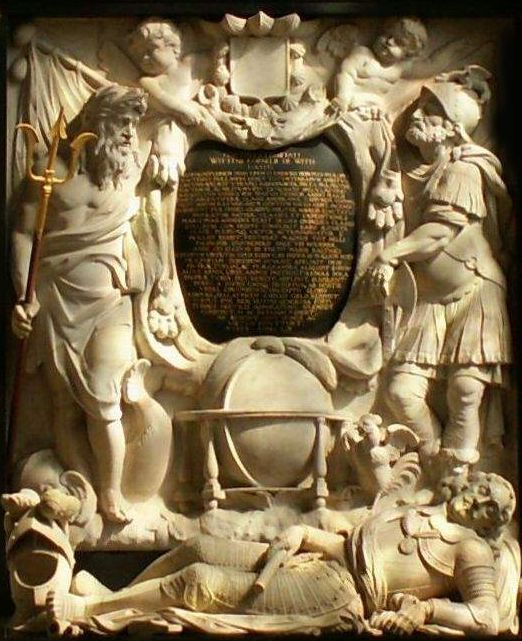
Hoofdgedeelte van het grafmonument van Witte de With (Laurenskerk Rotterdam)

In 1656 ging De With weer naar zee voor een kruistocht over de Noordzee. Die zomer deed De With mee aan het ontzet van Danzig, zij het op het nippertje want wegens zijn slechte reputatie lukte het hem niet om een bemanning bij elkaar te krijgen: er was geen dienstplicht en iedere kapitein moest zelf manschappen werven voor zijn schip. De With vertrok toen maar onderbezet op de Brederode en bereikte op 27 juli tien dagen te laat het rendez-vous bij Kopenhagen, wat niet veel uitmaakte omdat het beleg door de Zweden zonder strijd werd opgeheven. Op de terugweg kreeg De With van Frederik III van Denemarken vijftig Deense rijksdaalders. In 1657 en de zomer van 1658 had De With bewakingsdienst op de Noordzee, waarbij in het laatste jaar de Brederode op 1 september zwaar beschadigd raakte.
Laat in 1658 werd er een expeditievloot tegen Zweden uitgerust om Kopenhagen te ontzetten. Opnieuw had De With de grootste moeite met rekrutering. Hij eiste op hoge toon van de Admiraliteit van de Maze dat zij matrozen zouden leveren. Dat schoot de admiraliteitsraad in het verkeerde keelgat; men antwoordde hem dat het hún schuld niet was dat niemand onder hem wilde dienen en weigerde matrozen gedwongen naar zijn schip over te plaatsen, uit vrees dat geen man meer in Rotterdam zou aanmonsteren. Diep gekrenkt voer de 17e oktober De With op zijn Brederode, het beroemde oude vlaggenschip van Maarten Tromp, als laatste schip onderbemand uit om bij de Vlie te ontdekken dat de rest van de vloot al vertrokken was. Op 29 oktober voegde hij zich bij Van Wassenaer; na veertig man mariniers ter versterking gekregen te hebben, werd hem het bevel over de voorhoede van twaalf schepen opgedragen. In de hierop volgende Slag in de Sont vocht De With met de hem kenmerkende felheid. Hij viel eerst het vlaggenschip van de Zweedse admiraal, de Victoria, aan en toen dat aan de grond was gelopen, stortte hij zich op dat van de viceadmiraal. Hij blies diens seconde, de Wismar, de lucht in, maar liep toen zelf op de kust van Seeland bij Snekkersten.
Na urenlange strijd, terwijl het andere Nederlandse schepen niet lukte de Brederode te hulp te schieten, werd het door drie schepen omsingelde vaartuig door de vijand genomen; De With was toen dodelijk gewond door twee musketkogels: de eerste had hem in de linkerdij getroffen, de tweede van achter in de rug. Toen Zweedse musketiers hem mee wilden nemen, weigerde hij zijn degen over te geven. Op zijn knieën bleef hij het wapen vasthouden terwijl twee man het uit zijn handen probeerden te rukken, waarbij hij uitriep: Dewijle ick sovele jaeren mijn deeghen getrouwelijck voor Holland hebbe gevoert, soo en wille ick die aen geene geringe soldaten overgheven! Hij stortte ineen, werd naar zijn kajuit gebracht om bij te komen, liep op eigen kracht over de plank naar de Draak, het vlaggenschip van viceadmiraal Bjelkensterna, sijn hoofd nog geschut, sijn hand om niet te vallen aen een touwe geslagen, noyt overwonnen, en stortte opnieuw in en stierf.
Op de Eendragt, Van Wassenaers vlaggenschip dat door kapitein Egbert Bartolomeusz Kortenaers toedoen volop in de aanval meeging, had men sterk de indruk dat hun schepen onvoldoende ondersteund waren. De stuurman schreef over De With: Hadde oock niemandt die hem verlosten; in somma, sy hebben De With schelmachtig laten vermoorden. Een later onderzoek toonde echter aan dat er van opzet geen sprake was. Uit brieven, onder andere van Aert Jansse van Nes en Johan de Liefde, blijkt dat zijn dood oprecht werd betreurd. Iemand schreef: Hij is als een wacker Cavallier gestorven, soodat de dapperheyt ende heldenmoet oock naer syn doot hem int aegesicht te sien waeren, ghelijck de Sweeden selfs bekennen moesten.
Op bevel van Karel X van Zweden werd zijn lijk gebalsemd en tentoongesteld in het stadhuis van Helsingør; iets dergelijks was niet ongebruikelijk in die tijd. De Zweden leverden het in januari uit aan de Denen, met een erewacht van twaalf hellebaardiers in rouwdracht; het werd enkele dagen op de tolboot opgebaard in Kopenhagen en uiteindelijk op 12 september 1659 (tien maanden na zijn dood) naar Nederland getransporteerd, waar het op 23 september aankwam om daar op 7 oktober 1659 met grote pracht begraven te worden in de Grote of Laurenskerk te Rotterdam; in 1669 kwam het praalgraf af, een werk van de beeldhouwer Pieter Rijcx naar een ontwerp van Jacob Lois, dat na het bombardement van 1940 geheel gerestaureerd is. De weduwe van De With, zijn vierde vrouw, kreeg een eenmalige uitkering van 3000 guldens.
J. Orizant dichtte over hem:
't Is waer, de neerlaegh is aen Swedens zij gebleven;
Maer 'laes! ons vice-hooft, en zeehelt, is om 't leven,
Die Spaengien was een Schrick! en Vlaenderen de Pest
En Engelant een Plaegh! krijgt hier eylaes zijn rest.
Hoe dorst den Sweed' bestaen, na soo een Hooft te micken?
Die meer als eenigh helt zijn vyandt dé verschricken:
Dat hooft, dat helden-hooft, dat schier een halve eeuw
Den hollen oceaen bewaeckte voor de leeuw
En nu in 't herst' gevecht, dat Christenen oyt sagen
Had zegen aen zijn zij, zijn vijant meest verslagen,
Doch in een ommesien, door 't bits ontvangen loot,
Riep: Godt ontfangh mijn ziel! en daer me was hij doot.

## Moeizame verstandhouding met Maarten Tromp

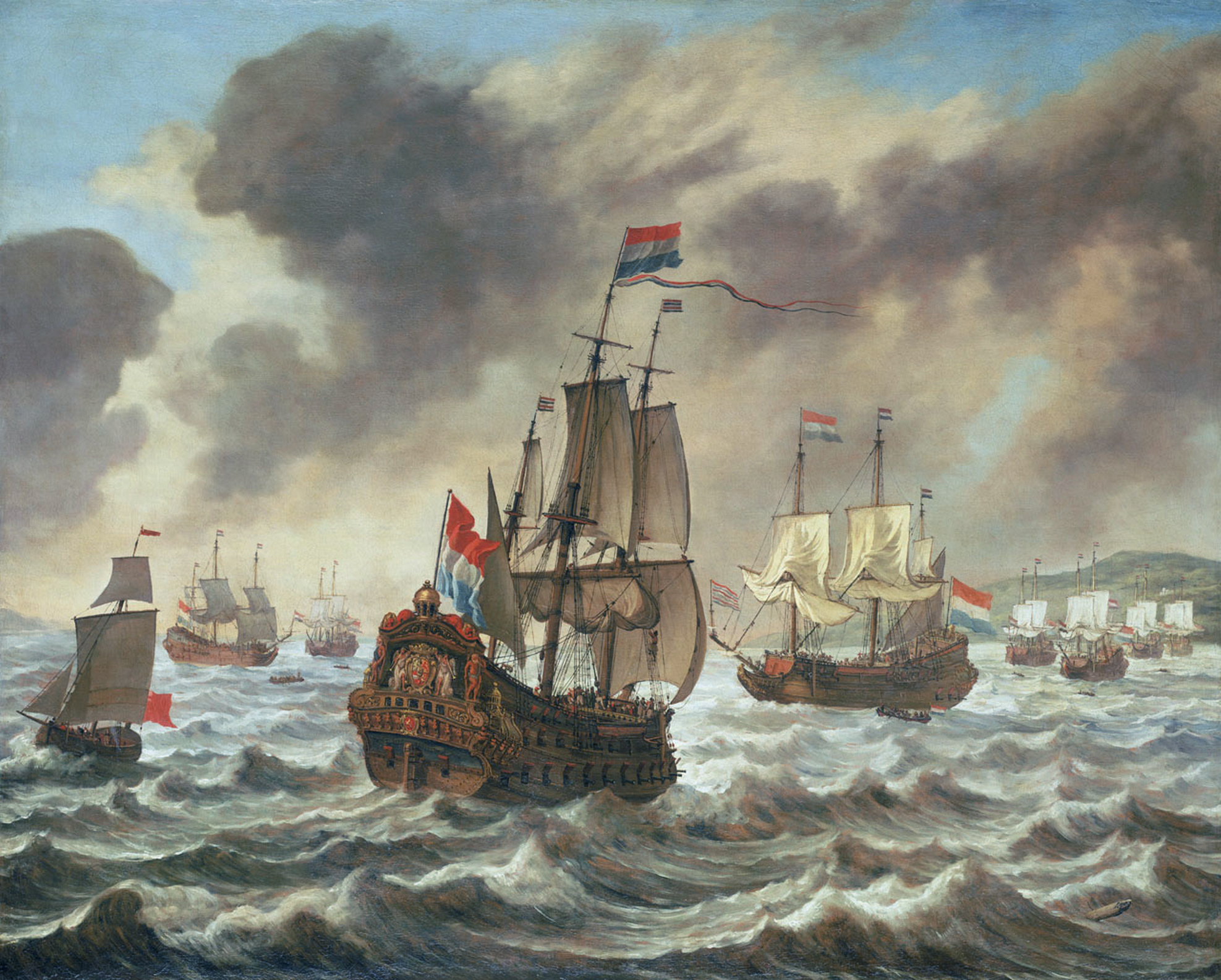
De zeeslag bij Duins

De With had gedurende heel zijn leven een rivaliserende relatie met Maarten Tromp. Dat begon al toen Piet Hein in 1629 De With als vlaggenkapitein afdankte in ruil voor Tromp. In 1630 moest De With zijn zelfstandig commando van de Prins Hendrik opgeven omdat admiraal Liefhebber tegen zijn zin dat schip als vlaggenschip moest gaan gebruiken daar de admiraliteit de succesvolle Tromp zijn commando van de Vliegende Groene Draeck niet wilde ontnemen. De With vond in 1637 dat hij bevelhebber had moeten worden en Tromp viceadmiraal in plaats van andersom. In november 1639 werd De Withs blokkadevloot tegen de Duinkerker Kapers door een storm uiteengeslagen. Omdat hij de rest van zijn schepen niet meer kon terugvinden, zeilde hij toen in zijn eentje maar naar huis. Hij werd hierom in 1640 voor de krijgsraad gebracht, waarin Tromp zitting had. Tromp gedroeg zich daarbij strikt onpartijdig, iets wat De With als verraad beschouwde. Hij raakte ervan overtuigd dat Tromp stiekem allerlei getuigen tegen hem had willen opzetten om van hem af te komen en dacht dat de zuivering van zijn naam ondanks Tromps optreden tot stand kwam.
Datzelfde jaar bleek hem dat bij de verdeling van het prijsgeld na de Slag bij Duins Tromp tienmaal (volgens De With zelf zelfs honderdmaal) zo goed beloond zou worden als hijzelf - en Tromp huwde in die periode ook nog eens een schatrijke wees, terwijl hij door het hele land als held bejubeld werd. Het werd De With kennelijk allemaal iets te veel want vanaf dat moment verscheen er een reeks pamfletten, deels onder De Withs naam, deels anoniem, waarin Tromp beschuldigd, respectievelijk belasterd en bespot werd. Van de anonieme geschriften is nooit bewezen dat ze van De Withs hand waren; in de tijd zelf werd echter algemeen aangenomen dat het wél zo was. Toch blijkt uit De Withs logboeken vaak bewondering vóór en bezorgdheid óm Tromp. Tromp zelf verdroeg de dubbelzinnige houding van zijn gekwelde tweede persoon meestal met humor, waardigheid en kalmte.
Toen Tromp in het begin van de Eerste Engels-Nederlandse Oorlog in ongenade gevallen was, kreeg De With dan eindelijk de kans zich als opperbevelhebber van de vloot te bewijzen in de Slag bij de Hoofden. Dat liep uit op een pijnlijke deceptie. Om te beginnen weigerde de bemanning van de Brederode, hoe hij ook smeekte en dreigde, hem aan boord te laten, zodat hij als vlaggenschip genoegen moest nemen met het VOC-schip de Prins Willem. Door zijn tactloze optreden — hij besloot zijn kapiteins op de tweede dag nog voor het begin van het gevecht maar meteen van lafheid te beschuldigen ("er is in Holland nog hout genoeg om voor iedere lafbek een galg op te richten"), zodat velen, vooral de zich aangesproken voelende Zeeuwen, zich ook naar die beschuldiging gedroegen — vergooide hij iedere kans op een overwinning. Hierdoor raakte De With in een diepe identiteitscrisis. Maandenlang zat hij depressief thuis, totdat hij de kracht kon opbrengen met een schone lei te beginnen. Hij maakte het weer goed met Tromp en meende zijn commandant plezier te kunnen doen door nu eens iets positiefs over hem te schrijven.
Hij publiceerde onder de naam van zijn neef Jan de Haas opnieuw een pamflet, maar nu één vol loftuitingen: het Rotterdams Zeepraatje. De With bracht erin zelfs tot uitdrukking hoezeer hij Tromps geduld tegenover hem op prijs stelde door Tromp te laten spreken: komt er dan een dol mensch die wat tegen mij raast, dat neem ik hem niet eens qualijk af.... Helaas, de With kon het kennelijk niet laten iemand hatelijk te bejegenen want in datzelfde pamflet werd de Zeeuwse viceadmiraal Johan Evertsen op grove wijze beledigd: Ik walg als ik van hem hoor spreken, en sag hem liever hangen als eten. Tromp werd hierdoor ernstig in verlegenheid gebracht want nu leek het alsof hij het daarmee eens was. Razend zocht hij De With op en maakte hem uit voor een hontsvot ende snappert en een blaeuwbouckmaecker.
Na De Withs dood schreef zijn schoonzoon, burgemeester van Brielle Walther Breeman van der Haghen, een biografie over hem, 'T Leven en Bedrijff van Witte Cornelisz de With, vol met autobiografische passages, zodat Witte de With postuum alsnog zijn gelijk kon halen. Deze biografie is echter nooit als zodanig in druk verschenen.

## De Withs functioneren in de vloot

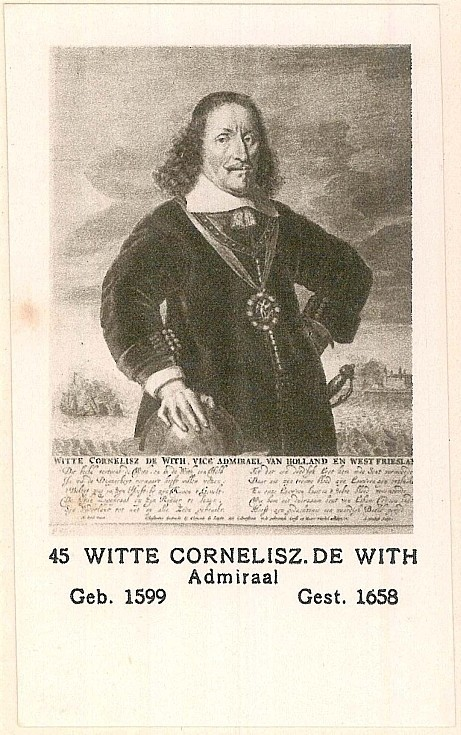
Portret met de hand op de wereldbol

De With was een moeilijk man, in de woorden van marinehistoricus Warnsinck: "gehaat en gevreesd door zijn minderen, gemeden door zijn gelijken en in voortdurend conflict met zijn meerderen". Daarom is het een teken van zijn grote bekwaamheid als zeeman dat hij telkens weer de hoogste posities in de vloot wist te winnen. Hij werkte effectief met Tromp samen en probeerde met zijn commandant de publieke opinie te mobiliseren tegen het voortschrijdend verval van de vloot, dat ten dele zijn verbitterde houding veroorzaakte. De Withs stijl van vechten was extreem agressief. Zijn individualisme stond echter haaks op de tendens van steeds strenger formatievaren. Anders dan Tromp heeft hij dus weinig bijgedragen aan de ontwikkeling van een tactische doctrine voor de strijd ter zee. Desalniettemin was hij voor een Nederlandse admiraal een ware intellectueel; veel kapiteins waren analfabeet, maar De With had zijn snelle carrière in Indië mede te danken aan zijn goede rekenkunde die hem tot een superieur navigator maakte.
De With liet 44 boeken na, in die tijd een record voor een vlagofficier van burgerafkomst; zo'n ruwe zeebonk hield het typisch bij een bijbel, een atlas en een prentenboek. Dat hij als echte houwdegen, ondanks zijn impopulariteit bij de zeelui zelf, bij het grote publiek toch een zekere waardering genoot, blijkt uit het grote aantal verschillende prenten dat van hem gedrukt werd: 21, net zoveel als van Piet Heyn. De afbeeldingen laten ons een lange tengere man zien met donkerblond haar en een smal gefronst gelaat met een minzame uitdrukking. In de prenten zien we ook vaak de wereldbol afgebeeld, net als bij zijn grafmonument, als symbool voor het feit dat hij rond de wereld gezeild was, iets waar De With erg trots op was: in zijn huis net buiten Rotterdam hing een doorlopende serie kaarten van die tocht die hij speciaal had laten tekenen. Anders dan Tromp of Evertsen was De With geen vurige Oranjeklant en hij werd door het Staatse regime niet als politiek onbetrouwbaar gezien. Daarom wordt hem wel een republikeinse politieke overtuiging toegedicht maar daar zijn geen directe bewijzen voor.
- Bibsys: 7045367
- Bibliothèque nationale de France: cb159155188 (data)
- Biografisch Portaal: 56306139
- Digitale Bibliotheek voor de Nederlandse Letteren: with004
- Gemeinsame Normdatei: 122299981
- International Standard Name Identifier: 0000 0000 5463 3322
- Library of Congress Control Number: nr95011138
- Nationale Bibliotheek van Tsjechië: jo20191040991
- Nationale Bibliotheek van Israël: 987007313965905171
- Nationale Bibliotheek van Polen: a0000003751264
- Nederlandse Thesaurus van Auteursnamen: 073793523
- Système universitaire de documentation: 14025885X
- Virtual International Authority File: 27950220
- WorldCat: E39PBJktqFfKrGmwtW8t6RKjmd